# Liste der Ramsar-Gebiete in Israel
Die Ramsar-Gebiete in Israel umfassen zwei Feuchtgebiete mit einer Gesamtfläche von 366 ha, die unter der Ramsar-Konvention registriert sind (Stand April 2022). Das nach dem Ort des Vertragsschlusses, der iranischen Stadt Ramsar benannte Abkommen über Feuchtgebiete von internationaler Bedeutung, ist eines der ältesten internationalen Vertragswerke zum Umweltschutz. In Israel trat die Ramsar-Konvention am  12. März 1997 in Kraft.
Zu den Ramsar-Gebieten zählen verschiedenste Typen von Feuchtgebieten, wie Marschland, Moore und Sumpfwälder, Flüsse, Süß- und Brackwasserseen, Grundwassersysteme, Inseln und Küstendünen, Küstenlinien und Seegraswiesen, Wattflächen, Lagunen und Süßwasserquellen.
Im Folgenden sind alle Ramsar-Gebiete Israels alphabetisch aufgelistet.
| Nr. | Name des Gebiets                       | Bild | Ramsar-Gebietsnr. | Ausweisungs- datum | Fläche (ha) | Höhe (m) | Management- plan | Region       | Lage                     |
| --- | -------------------------------------- | ---- | ----------------- | ------------------ | ----------- | -------- | ---------------- | ------------ | ------------------------ |
| 1   | Ein Afek Naturreservat (Engures ezers) |      | 867               | 1. Sep. 1996       | 66          | 10       | Ja               | Bezirk Haifa | 32,84607° N, 35,11197° O |
| 2   | Naturreservat haChula                  |      | 868               | 1. Sep. 1996       | 300         | 65       | Ja               | Nordbezirk   | 33,10333° N, 35,60917° O |